# Maria Polakiewicz
Maria Polakiewicz (ur. 19 lutego 1911 w Tomsku, zm. 24 grudnia 1987 w Toruniu) – polska geografka i etnografka, kustosz Muzeum Etnograficznego w Toruniu.

## Życiorys
Przyszła na świat jako jedno z trojga dzieci robotniczego małżeństwa Bronisława i Anieli z Łastowskich Polakiewiczów. Miała brata Władysława i siostrę Bronisławę. Uczyła się w Tomsku w polskiej szkole. W 1922 przyjechała do Warszawy, a następnie do Wilna, gdzie w 1932 zdała maturę w Państwowym Gimnazjum Żeńskim im. Adama Jerzego Czartoryskiego. W latach 1932–1933 wzięła udział w kursie buchalterii. W 1933 zaczęła studia geograficzne na Wydziale Matematyczno-Przyrodniczym Uniwersytetu Stefana Batorego w Wilnie. Skończyła je w 1939 absolutorium.
W 1936 została członkinią Związku Harcerstwa Polskiego. Przeszła kurs terenoznawstwa, łączności i służby sanitarnej. W 1939 jako podharcmistrzyni była zastępczynią komendantki Pogotowia Harcerek Chorągwi Wileńskiej. Podczas II wojny światowej należała do Szarych Szeregów, gdzie prowadziła tajną pracę wychowawczą, pomagała więźniom i ukrywającym się. Była łączniczką ZWZ-AK. Kierowała tajnym nauczaniem w jednej z dzielnic Wilna, a ramach kompletów uczyła geografii. W czasie wojny pracowała fizycznie na wsi, była też nauczycielką. W 1941 i w latach 1944–1946 pracowała naukowo w Instytucie Geologicznym w Wilnie.
W 1946 jako repatriantka wyjechała z rodzicami do Bydgoszczy. Zaczęła pracę jako asystent w Dziale Etnograficznym Muzeum Miejskiego w Toruniu. Etnografią interesowała się już na studiach, brała udział w badaniach terenowych. W 1949 na Uniwersytecie Toruńskim obroniła prace magisterską z geografii. Uzyskała tytuł magistra filozofii. W latach 1948–1949 chodziła na wykłady i seminaria z etnografii prowadzone przez Bożenę Stelmachowską. W 1948 ukończyła kurs muzealnictw na Uniwersytecie Jagiellońskim.
W kierowanym przez Marię Znamierowską-Prüfferową dziale etnograficznym muzeum w Toruniu pozyskiwała zbiory, szykowała wystawy, popularyzowała wiedzę o kulturze ludowej, organizowała „konkursy ludoznawcze”. Wspierała M. Znamierowską-Prüfferową w zabiegach o utworzenie muzeum etnograficznego, współtworzyła koncepcję i założenia placówki. Po powstaniu muzeum w 1959 była nieformalną zastępczynią dyrektorki M. Znamierowskiej-Prüfferowej i prowadziła pracę naukowo-muzealniczą. Brała udział w badaniach terenowych na Kujawach, w Krajnie Złotowskiej i w Borach Tucholskich. Interesowała się tradycyjnym pożywieniem na wsi, obróbką gliny, drewna i rogu. Współtworzyła scenariusze wystaw i wystawy w muzeum oraz urządzała wnętrza chat w przymuzealnym skansenie. Przygotowała koncepcję centralnego magazynu zbiorów oraz jego urządzenia. Na emeryturze, w latach 1971–1982, pracowała w muzeum w niepełnym wymiarze godzin, uczestniczyła w badaniach terenowych.
Była wieloletnią kierowniczką muzealnych praktyk studentek i studentów etnografii z różnych uczelni. Konsultowała działania etnografów i etnografek z innych muzeów i nauczycielstwa. Pomogła w urządzeniu etnograficznych wystaw w Bydgoszczy, Chojnicach, Golubiu-Dobrzyniu, Grudziądzu, Kcyni i Klukach.
Jest autorką opracowań monograficznych i tekstów na temat kultury materialnej. Publikowała w pracach zbiorowych, przygotowała katalogi wystaw w MET, a jej drobne artykuły, sprawozdania itd. ukazywały się w „Ludzie”, „Literaturze Ludowej” i prasie codziennej.
W latach 1957–1962 wróciła do pracy instruktorskiej w odrodzonym Związku Harcerstwa Polskiego. Należała do Komendy Hufca Toruń. Wprowadzała do drużyn harcerskich tematykę etnograficzną.
Była członkinią Polskiego Towarzystwa Geograficznego, Towarzystwa Przyjaciół Muzeum Etnograficznego w Toruniu, Towarzystwa Archeologicznego i Stowarzyszenia Historyków Sztuki. W oddziale toruńskim Polskiego Towarzystwa Ludoznawczego przez kilka kadencji pełniła różne funkcje w zarządzie, w latach 1960–1964 była członkinią Zarządu Głównego PTL.
Pochowano ją na cmentarzu św. Jerzego przy ul. Gałczyńskiego w Toruniu.

## Odznaczenia
Otrzymała Medal X-lecia PRL, Złotą Odznakę „Za opiekę nad zabytkami", Odznakę „Zasłużony Działacz Kultury”, Srebrny Krzyż Zasługi i Krzyż Kawalerski Orderu Odrodzenia Polski. Towarzystwo Przyjaciół Muzeum Etnograficznego w Toruniu przyznało jej nagrodę „Za zasługi dla ochrony, poznania i popularyzacji kultury ludowej w Polsce północnej”.